# 石化街道 (河北省)
石化街道，是中华人民共和国河北省邯郸市复兴区下辖的一个乡镇级行政单位。

## 行政区划
石化街道下辖以下地区：
石化社区、酒务楼社区、机械厂社区和钢铁厂社区。